# Stephan Eberharter
Stephan Eberharter (ur. 24 marca 1969 w Brixlegg) – austriacki narciarz alpejski, czterokrotny medalista igrzysk olimpijskich i mistrzostw świata oraz dwukrotny zdobywca Pucharu Świata.

## Kariera
Po raz pierwszy na arenie międzynarodowej Stephan Eberharter pojawił się w 1987 roku, podczas mistrzostw świata juniorów w Sälen. Zajął tam siódme miejsce w slalomie gigancie, jedenaste w slalomie i dwunaste w biegu zjazdowym. W zawodach Pucharu Świata zadebiutował 23 listopada 1989 roku w Park City, zajmując ósme miejsce w gigancie. Tym samym już w swoim debiucie zdobył pierwsze pucharowe punkty. W sezonie 1989/1990 punktował jeszcze dwukrotnie, najlepszy wynik osiągając 2 grudnia 1989 roku w Mont St. Anne, gdzie był piąty w gigancie. W klasyfikacji generalnej zajął ostatecznie 32. miejsce.
Sezon 1990/1991 rozpoczął od wywalczenia pierwszego podium w zawodach PŚ: 2 grudnia 1990 roku w Valloire Austriak zajął trzecie miejsce w supergigancie. W zawodach tych lepsi byli tylko Francuz Franck Piccard i Franz Heinzer ze Szwajcarii. W kolejnych zawodach cyklu jeszcze sześciokrotnie plasował się w czołowej dziesiątce, w tym dwa razy stawał na podium: 1 marca w Lillehammer był trzeci w gigancie, a 17 marca 1991 roku w Lake Louise zajął trzecie miejsce w supergigancie. W efekcie w klasyfikacji generalnej zajął dwunaste miejsce, a w klasyfikacji supergiganta był drugi za Heinzerem. Na przełomie stycznia i lutego 1991 roku wystąpił na mistrzostwach świata w Saalbach-Hinterglemm. Zdobył tam tytuły mistrzowskie w supergigancie i kombinacji alpejskiej, nie wygrywając wcześniej żadnych zawodów Pucharu Świata. Pierwszy z tych medali zdobył pokonując o ponad pół sekundy Norwega Kjetila André Aamodta i o blisko dwie sekundy Francka Piccarda. W kombinacji po zjeździe zajmował dziewiąte miejsce, jednak w slalomie do kombinacji uzyskał najlepszy wynik i wyraźnie wyprzedził Włocha Kristiana Ghedinę i swego rodaka, Günthera Madera.
Kolejny raz na podium stanął 7 marca 1993 roku w Aspen, gdzie był drugi w supergigancie. Było to jednak jego jedyne podium w sezonie 1992/1993, który ukończył na 29. pozycji. Wystartował w kombinacji podczas mistrzostw świata w Morioce w 1993 roku, jednak nie ukończył rywalizacji. Na rozgrywanych rok wcześniej igrzyskach olimpijskich w Albertville był osiemnasty po zjeździe do kombinacji. Slalomu jednak nie ukończył i w kombinacji nie był klasyfikowany. Przez piec kolejnych lat Austriak zmagał się z kontuzjami, osiągając coraz słabsze wyniki. Po zakończeniu sezonu 1994/1995 stracił miejsce w reprezentacji Austrii. Wystąpił na mistrzostwach świata w Sierrra Nevada w 1996 roku, jednak w supergigancie został zdyskwalifikowany. W kolejnych dwóch sezonach startował w Pucharze Europy.
Do światowej czołówki powrócił w sezonie 1997/1998. Wielokrotnie plasował się w czołowej dziesiątce, w tym sześć razy stając na podium: 5 grudnia w Beaver Creek był trzeci w zjeździe, dzień później drugi w supergigancie, 14 grudnia w Val d’Isère drugi w gigancie, 10 stycznia w Schladming drugi, a dzień później trzeci w supergigancie, a 14 marca 1998 roku w Crans-Montana odniósł swoje pierwsze pucharowe zwycięstwo, wygrywając giganta. W klasyfikacji generalnej zajął trzecie miejsce za Hermannem Maierem i Andreasem Schiffererem, a w klasyfikacji supergiganta trzecie miejsce zajął za Maierem i kolejnym Austriakiem, Hansem Knaußem. Wystąpił także na igrzyskach olimpijskich w Nagano, gdzie zdobył srebrny medal w slalomie gigancie. W zawodach tych rozdzielił na podium Hermanna Maiera i Michaela von Grünigena ze Szwajcarii.
Z mistrzostw świata w Vail w 1999 roku wrócił jednak bez medalu. Był tam piąty w zjeździe oraz czwarty w supergigancie, w którym walkę o podium przegrał z Knaußem o 0,21 sekundy. W zawodach pucharowych dziewięć razy plasował się na podium, w tym trzykrotne zwyciężał: 20 listopada 1998 roku w Park City w gigancie, 27 listopada w Aspen w supergigancie oraz 27 lutego 1999 roku w Ofterschwang w gigancie. Sezon 1998/1999 zakończył na czwartym miejscu w klasyfikacji generalnej oraz drugim w klasyfikacjach giganta i supergiganta. Wśród gigancistów lepszy był tylko Michael von Grünigen, a klasyfikacji supergiganta lepszy okazał się Hermann Maier. W kolejnym sezonie osiągał nieco słabsze wyniki. Na podium plasował się sześciokrotnie, jednak ani razu nie zwyciężył. W pierwszych zawodach cyklu, 31 października 1999 roku w Tignes był trzeci w gigancie, następnie 27 listopada w Vail był drugi w zjeździe, dzień później drugi w supergigancie, 4 grudnia w Lake Louise trzeci w zjeździe, 8 stycznia w Chamonix drugi w tej samej konkurencji, a 12 lutego 2000 roku w St. Anton am Arlberg zajął trzecie miejsce w supergigancie. Dało mu to szóste miejsce w klasyfikacji generalnej, jednak w żadnej z klasyfikacji poszczególnych konkurencji nie znalazł się w najlepszej trójce.
Mistrzostwa świata w St. Anton w 2001 roku przyniosły mu kolejny medal. W supergigancie zdobył srebrny medal, plasując się o 0,08 s za Daronem Rahlvesem z USA i o 0,15 s przed Hermannem Maierem. Na tych samych mistrzostwach był też siódmy w zjeździe, tracąc do podium 0,57 s. W zawodach pucharowych osiem razy stawał na podium, odnosząc przy tym dwa zwycięstwa: 25 listopada 2000 roku w Lake Louise i 3 marca 2001 roku w Kvitfjell wygrywał bieg zjazdowy. W klasyfikacji generalnej, a także klasyfikacji zjazdu w sezonie 2000/2001 był drugi za Maierem. Największe sukcesy osiągał jednak podczas rozgrywanych rok później igrzyskach olimpijskich w Salt Lake City, gdzie w trzech startach zdobył trzy medale. Najpierw wywalczył brązowy medal w biegu zjazdowym, przegrywając tylko ze swym rodakiem Fritzem Stroblem i Lasse Kjusem z Norwegii. Następnie zajął drugie miejsce w supergigancie, rozdzielając na podium Kjetila André Aamodta i Andreasa Schifferera. Wystąpił także w gigancie, w którym zdobył złoty medal, plasując się przed Bode Millerem z USA i Lasse Kjusem. Eberharter zdominował rywalizację w Pucharze Świata, siedemnaście razy stawał na podium, w tym aż dziesięciokrotnie zwyciężał. Wygrywał supergiganta 7 grudnia w Val d’Isère, 18 stycznia w Kitzbühel i 27 stycznia w Garmisch-Partenkirchen, bieg zjazdowy 8 grudnia w Val d’Isère, 15 grudnia w Val Gardena, 12 stycznia w Wengen, 19 stycznia w Kitzbühel, 2 lutego w Sankt Moritz i 6 marca 2002 roku w Altenmarkt-Zauchensee, a 3 lutego 2002 roku w Sankt Moritz był najlepszy w gigancie. W klasyfikacji generalnej zwyciężył, gromadząc 1702 punkty i wyprzedził drugiego w klasyfikacji Aamodta o ponad 600 punktów. W tym samym sezonie zdobył także dwie Małe Kryształowe Kule za zwycięstwa w klasyfikacjach zjazdu i supergiganta, a w klasyfikacji giganta był trzeci za Francuzem Frédérikiem Covilim i Benjaminem Raichem.
Drugą w karierze Kryształową Kulę zdobył w sezonie 2002/2003, w który trzynaście razy stawał na podium. Odniósł dziewięć zwycięstw: w gigancie 27 października w Sölden, w supergigancie 1 grudnia w Lake Louise i 13 marca w Lillehammer oraz w zjeździe 30 listopada w Lake Louise, 7 grudnia w Beaver Creek, 14 grudnia w Val d’Isère, 11 stycznia w Bormio, 17 stycznia w Wengen i 22 lutego 2003 roku w Garmisch-Partenkirchen. Oprócz zwycięstwa w klasyfikacji generalnej wygrał także klasyfikacje zjazdu i supergiganta. Ostatni medal w karierze zdobył podczas mistrzostw świata w Sankt Moritz w 2003 roku, gdzie powtórzył wynik sprzed 12 lat, zdobywając złoty medal w supergigancie. Na tych samych mistrzostwach był też piąty w zjeździe, a w gigancie zajął 23. miejsce. Startował także w sezonie 2003/2004, zajmując drugie miejsce w klasyfikacji generalnej za Hermannem Maierem. Na podium znalazł się dwanaście razy, w tym cztery razy zwyciężał: 10 stycznia w Chamonix, 24 stycznia w Kitzbühel, 31 stycznia w Garmisch-Partenkirchen i 6 marca 2004 roku w Kvitfjell był najlepszy w zjeździe. Dzięki temu por raz trzeci z rzędu zdobył Małą Kryształową Kulę za zwycięstwo w klasyfikacji zjazdu, a w klasyfikacji supergiganta był trzeci za Mairerem i Rahlvesem. Zwycięstwo w Kvitfjell było ostatnim w jego karierze. Austriak miał wtedy blisko 35 lat i stał się najstarszym triumfatorem zawodów Pucharu Świata w historii. Ostatni raz na podium stanął 11 marca 2004 roku w Sestriere, gdzie był trzeci w supergigancie. Był to równocześnie jego ostatni start w zawodach pucharowych.
We wrześniu 2004 roku ogłosił zakończenie kariery sportowej. Prowadzi rubrykę sportową w gazecie "Kronen Zeitung", pracował także jako komentator. W latach 1991 i 2002 był wybierany sportowcem roku w Austrii.

## Osiągnięcia

### Igrzyska olimpijskie
| Miejsce | Dzień     | Rok  | Miejscowość    | Konkurencja | Czas biegu | Strata | Zwycięzca           |
| ------- | --------- | ---- | -------------- | ----------- | ---------- | ------ | ------------------- |
| DNF     | 11 lutego | 1992 | Albertville    | Kombinacja  | 14,58 pkt  | -      | Josef Polig         |
| DSQ     | 16 lutego | 1998 | Nagano         | Supergigant | 1:34,82    | -      | Hermann Maier       |
| 2.      | 19 lutego | 1998 | Nagano         | Gigant      | 2:38,51    | +0,85  | Hermann Maier       |
| 3.      | 10 lutego | 2002 | Salt Lake City | Zjazd       | 1:39,13    | +0,28  | Fritz Strobl        |
| 2.      | 16 lutego | 2002 | Salt Lake City | Supergigant | 1:21,58    | +0,10  | Kjetil André Aamodt |
| 1.      | 21 lutego | 2002 | Salt Lake City | Gigant      | 2:23,28    | -      | -                   |

### Mistrzostwa świata
| Miejsce | Dzień       | Rok  | Miejscowość          | Konkurencja | Czas biegu | Strata | Zwycięzca                |
| ------- | ----------- | ---- | -------------------- | ----------- | ---------- | ------ | ------------------------ |
| 1.      | 23 stycznia | 1991 | Saalbach             | Supergigant | 1:26,73    | -      | -                        |
| 1.      | 30 stycznia | 1991 | Saalbach             | Kombinacja  | 16,28 pkt  | -      | -                        |
| 17.     | 3 lutego    | 1991 | Saalbach             | Gigant      | 2:29,94    | +4,20  | Rudolf Nierlich          |
| DNF     | 8 lutego    | 1993 | Morioka              | Kombinacja  | 34,22 pkt  | -      | Lasse Kjus               |
| DSQ     | 13 lutego   | 1996 | Sierra Nevada        | Supergigant | 1:21,80    | -      | Atle Skårdal             |
| 4.      | 2 lutego    | 1999 | Vail                 | Supergigant | 1:14,53    | +0,22  | Lasse Kjus Hermann Maier |
| 5.      | 6 lutego    | 1999 | Vail                 | Zjazd       | 1:40,60    | +0,80  | Hermann Maier            |
| DNF1    | 12 lutego   | 1999 | Vail                 | Gigant      | 2:19,31    | –      | Lasse Kjus               |
| 2.      | 31 stycznia | 2001 | St. Anton am Arlberg | Supergigant | 1:21,46    | +0,08  | Daron Rahlves            |
| 7.      | 7 lutego    | 2001 | St. Anton am Arlberg | Zjazd       | 1:38,74    | +1,09  | Hannes Trinkl            |
| 1.      | 2 lutego    | 2003 | Sankt Moritz         | Supergigant | 1:38,80    | -      | -                        |
| 5.      | 8 lutego    | 2003 | Sankt Moritz         | Zjazd       | 1:43,54    | +1,14  | Michael Walchhofer       |
| 23.     | 12 lutego   | 2003 | Sankt Moritz         | Gigant      | 2:45,93    | +2,03  | Bode Miller              |

### Mistrzostwa świata juniorów
| Miejsce | Dzień    | Rok  | Miejscowość | Konkurencja | Czas biegu | Strata | Zwycięzca       |
| ------- | -------- | ---- | ----------- | ----------- | ---------- | ------ | --------------- |
| 11.     | 21 marca | 1987 | Sälen       | Slalom      | 1:50,95    | +4,04  | Roger Pramotton |
| 7.      | 22 marca | 1987 | Sälen       | Gigant      | 2:31,70    | +2,15  | Thomas Wolf     |
| 12.     | 26 marca | 1987 | Hemsedal    | Zjazd       | 1:25,72    | +1,25  | Urs Lehmann     |

### Puchar Świata

#### Miejsca w klasyfikacji generalnej
- sezon 1989/1990: 32.
- sezon 1990/1991: 12.
- sezon 1991/1992: 36.
- sezon 1992/1993: 29.
- sezon 1994/1995: 104.
- sezon 1997/1998: 3.
- sezon 1998/1999: 4.
- sezon 1999/2000: 6.
- sezon 2000/2001: 2.
- sezon 2001/2002: 1.
- sezon 2002/2003: 1.
- sezon 2003/2004: 2.

#### Zwycięstwa w zawodach
1. Crans-Montana – 14 marca 1998 (gigant)
2. Park City – 20 listopada 1998 (gigant)
3. Aspen – 27 listopada 1998 (supergigant)
4. Ofterschwang – 27 lutego 1999 (gigant)
5. Lake Louise – 25 listopada 2000 (zjazd)
6. Kvitfjell – 3 marca 2001 (zjazd)
7. Val d’Isère – 7 grudnia 2001 (supergigant)
8. Val d’Isère – 8 grudnia 2001 (zjazd)
9. Val Gardena – 15 grudnia 2001 (zjazd)
10. Wengen – 12 stycznia 2002 (zjazd)
11. Kitzbühel – 18 stycznia 2002 (supergigant)
12. Kitzbühel – 19 stycznia 2002 (zjazd)
13. Garmisch-Partenkirchen – 27 stycznia 2002 (supergigant)
14. Sankt Moritz – 2 lutego 2002 (zjazd)
15. Sankt Moritz – 3 lutego 2002 (gigant)
16. Altenmarkt – 6 marca 2002 (zjazd)
17. Sölden – 27 października 2002 (gigant)
18. Lake Louise – 30 listopada 2002 (zjazd)
19. Lake Louise – 1 grudnia 2002 (supergigant)
20. Beaver Creek – 7 grudnia 2002 (zjazd)
21. Val d’Isère – 14 grudnia 2002 (zjazd)
22. Bormio – 11 stycznia 2003 (zjazd)
23. Wengen – 17 stycznia 2003 (zjazd)
24. Garmisch-Partenkirchen – 22 lutego 2003 (zjazd)
25. Kvitfjell – 13 marca 2003 (supergigant)
26. Chamonix – 10 stycznia 2004 (zjazd)
27. Kitzbühel – 24 stycznia 2004 (zjazd)
28. Garmisch-Partenkirchen – 31 stycznia 2004 (zjazd)
29. Kvitfjell – 6 marca 2004 (zjazd)

#### Pozostałe miejsca na podium
1. Valloire – 2 grudnia 1990 (supergigant) – 3. miejsce
2. Lillehammer – 1 marca 1991 (gigant) – 3. miejsce
3. Lake Louise – 17 marca 1991 (supergigant) – 3. miejsce
4. Aspen – 7 marca 1993 (supergigant) – 2. miejsce
5. Beaver Creek – 5 grudnia 1997 (zjazd) – 3. miejsce
6. Beaver Creek – 6 grudnia 1997 (supergigant) – 2. miejsce
7. Val d’Isère – 14 grudnia 1997 (gigant) – 2. miejsce
8. Schladming – 10 stycznia 1998 (supergigant) – 2. miejsce
9. Schladming – 11 stycznia 1998 (supergigant) – 3. miejsce
10. Sölden – 25 października 1998 (gigant) – 2. miejsce
11. Val d’Isère – 13 grudnia 1998 (supergigant) – 2. miejsce
12. Bormio – 29 grudnia 1998 (zjazd) – 3. miejsce
13. Kvitfjell – 5 marca 1999 (zjazd) – 2. miejsce
14. Kvitfjell – 6 marca 1999 (zjazd) – 3. miejsce
15. Kvitfjell – 7 marca 1999 (supergigant) – 2. miejsce
16. Tignes – 31 października 1999 (gigant) – 3. miejsce
17. Vail – 27 listopada 1999 (zjazd) – 2. miejsce
18. Vail – 28 listopada 1999 (supergigant) – 2. miejsce
19. Lake Louise – 4 grudnia 1999 (zjazd) – 3. miejsce
20. Chamonix – 8 stycznia 2000 (zjazd) – 2. miejsce
21. St. Anton am Arlberg – 12 lutego 2000 (supergigant) – 3. miejsce
22. Sölden – 29 października 2000 (gigant) – 2. miejsce
23. Vail – 2 grudnia 2000 (zjazd) – 3. miejsce
24. Val d’Isère – 9 grudnia 2000 (zjazd) – 2. miejsce
25. Kitzbühel – 20 stycznia 2001 (zjazd) – 3. miejsce
26. Kvitfjell – 4 marca 2001 (supergigant) – 3. miejsce
27. Åre – 8 marca 2001 (zjazd) – 2. miejsce
28. Sölden – 28 października 2001 (gigant) – 2. miejsce
29. Val d’Isère – 9 grudnia 2001 (gigant) – 3. miejsce
30. Bormio – 28 grudnia 2001 (zjazd) – 3. miejsce
31. Bormio – 29 grudnia 2001 (zjazd) – 3. miejsce
32. Garmisch-Partenkirchen – 26 stycznia 2002 (supergigant) – 3. miejsce
33. Kvitfjell – 3 marca 2002 (supergigant) – 3. miejsce
34. Altenmarkt-Zauchensee – 10 marca 2002 (gigant) – 3. miejsce
35. Wengen – 18 stycznia 2003 (zjazd) – 3. miejsce
36. Kitzbühel – 27 stycznia 2003 (supergigant) – 3. miejsce
37. Garmisch-Partenkirchen – 23 lutego 2003 (supergigant) – 2. miejsce
38. Lillehammer – 12 marca 2003 (zjazd) – 2. miejsce
39. Lake Louise – 30 listopada 2003 (supergigant) – 3. miejsce
40. Vail – 5 grudnia 2003 (zjazd) – 2. miejsce
41. Val Gardena – 19 grudnia 2003 (supergigant) – 2. miejsce
42. Kitzbühel – 22 stycznia 2004 (zjazd) – 2. miejsce
43. Garmisch-Partenkirchen – 30 stycznia 2004 (zjazd) – 3. miejsce
44. St. Anton am Arlberg – 14 lutego 2004 (zjazd) – 2. miejsce
45. Sestriere – 10 marca 2004 (zjazd) – 3. miejsce
46. Sestriere – 11 marca 2004 (supergigant) – 2. miejsce